# Nicéforo Diógenes
Nicéforo Diógenes (en griego: Νικηφόρος Διογένης; c. 1069-c. 1094), fue presumiblemente emperador bizantino alrededor de 1070-1071. Era hijo del emperador Romano IV Diógenes y la emperatriz Eudoxia Macrembolita. Fue elevado a emperador menor en 1070, aunque perdió esta posición cuando su padre fue derrocado en 1071. El emperador Alejo I Comneno, después de derrocar a Nicéforo III, lo nombró dux de Creta y lo nombró general. Nicéforo conspiró contra él en 1094, involucrando a numerosos confidentes y familiares de Alejo, incluido el hermano de Alejo, Adriano. Por esta conspiración, fue cegado, de acuerdo con las tradiciones bizantinas. Después de esto, se retiró a sus propiedades y pasó los últimos años de su vida estudiando literatura clásica.

## Historia
Nicéforo nació hacia 1069 de Romano IV Diógenes y Eudoxia Macrembolita, que se casaron y fueron coronados el 1 de enero de 1068. Nicéforo fue presumiblemente elevado a emperador junior poco después junto a su hermano (y posiblemente gemelo) León Diógenes. Aunque su medio hermano Constantino Diógenes era el hijo mayor, nació de la primera esposa de Romano, Ana, que era hija de Alusiano de Bulgaria, y por lo tanto fue excluido de la sucesión cuando Romano se casó con Eudoxia. Nicéforo y León fueron destituidos como coemperadores en 1071, después de la deposición de sus padres por Miguel VII Ducas. Miguel gobernó hasta marzo de 1078, cuando Nicéforo III Botaniates lo derrocó. El propio Nicéforo III fue derrocado por Alejo I Comneno en 1081. Se dice que Alejo trató a los hijos de Diógenes, incluido Nicéforo, «como si fueran suyos». Nicéforo fue nombrado dux de Creta por Alejo I Comneno en algún momento de la década de 1090, probablemente entre 1089 y 1091 o entre 1092 y 1094. Probablemente también se le concedieron importantes propiedades en Creta al mismo tiempo que su nombramiento.
En junio de 1094, Nicéforo comenzó a conspirar contra Alejo, buscando matarlo e instalarse como emperador. Debido a que era un porfirogéneta, al haber nacido de Romano mientras aún reinaba, tenía más legitimidad que Alejo, quien solo estaba relacionado por sangre con el trono a través de su tío Isaac I Comneno. También se describía a Nicéforo como poseedor de muchas características positivas, como encanto natural, personalidad magnética y buena apariencia. En su Alexiada, Ana Comneno, la hija de Alejo, lo describe:

Era físicamente fuerte y se jactaba de rivalizar con los Gigantes; un hombre rubio, de pecho ancho, una cabeza más alta que otros de su generación.
—  Ana Comneno, Alexiada, Libro IX.6.

La revuelta de Nicéforo implicó a un gran número de confidentes y parientes de Alejo, entre ellos la ex emperatriz María de Alania, el cuñado de Alejo, Miguel Taronita, y, de hecho, el hermano de éste, Adriano Comneno. No se conoce la lista completa de nombres de los conspiradores, pero se sabe que entre ellos se encuentran miembros destacados del Senado, oficiales del ejército y aristócratas poderosos. Ana Comnena da muy pocos nombres, aunque se considera probable que esto se debiera más a que la extensión total de la conspiración fuera una vergüenza que a su propia falta de conocimiento.
Nicéforo intentó asesinar a Alejo en persona dos veces, sin embargo, la primera vez no pudo hacerlo debido a la presencia de una doncella que ahuyentaba a los mosquitos del emperador, y la segunda vez fue detenido por un guardia. Alejo comenzó a sospechar de Nicéforo y ordenó a su hermano Adriano que investigara. Adriano, que ya era miembro de la conspiración, informó que no encontró nada sospechoso. Alejo, todavía sospechoso, arrestó a Nicéforo y, después de ser torturado, Nicéforo confesó el alcance total de la conspiración. Nicéforo fue cegado en 1094 por conspirar contra Alejo, que era un castigo estándar para los conspiradores en la cultura bizantina. Los castigos infligidos a los otros conspiradores no se conocen por completo, sin embargo, el hermano de Alejo, Adriano, desaparece de la historia después de que se descubriera la conspiración, y Miguel Tarón solo se salvó gracias a la intervención de su esposa, María Comneno, que era la hermana de Alejo.
Ana Comneno escribe que, aunque Alejo había dejado ciego a Nicéforo, continuó cuidándolo después, devolviéndole la mayoría de sus posesiones y tratando de consolarlo. Sin embargo, Nicéforo estaba «frenético de dolor, detestaba la vida urbana y le gustaba vivir en su propia propiedad», a la que se retiró poco después de quedar ciego. Pasó los años restantes de su vida allí, estudiando literatura clásica y filosofía, que necesariamente le leían en voz alta. También se volvió experto en geometría, al tener un tutor que le hacía modelos geométricos en relieve o en 3D. A pesar de estas distracciones, Nicéforo «nunca olvidó su antiguo rencor contra el Emperador, sino que alimentó una ardiente expectativa de poder real», y aparentemente conspiró contra él una última vez; un amigo en quien Nicéforo había confiado informó a Alejo del complot, pero Nicéforo entregó todos los detalles cuando fue citado para interrogarlo, y finalmente fue perdonado. No se sabe nada más de Nicéforo después de 1094.